# Музеј Лепенски вир
Музеј Лепенски вир се налази у склопу заштићеног комплекса Лепенски вир, код Бољетина, недалеко од Доњег Милановца. Налази се у Националном парку Ђердап и у оквиру је Народног Музеја у Београду.

## Историја
Подигнут је поред измештеног локалитета Лепенски вир који представља светски значајан локалитет.
Лепенски вир, стар око 9000 година, представља локалитет једне значајне мезолитске културе. Овај локалитет је насељаван у периоду од 6300. до 5500. године пре нове ере и издвојена су насеља која припадају мезолиту и раном неолиту.
Лепенски вир је истраживан између 1965. и 1970. године, у оквиру пројекта Ђердап I . Археолошка истраживања су заједнички организовали Народни музеј у Београду, Археолошки институт, Републички завод за заштиту споменика културе и др. Археолошким истраживањима руководио је др Драгослав Срејовић.
У периоду између 1970. и 1971. године, остаци насеља су премештени на нову локацију, око 100 метара од првобитне. Покретни археолошки предмети са локалитета Лепенски вир се данас чувају у Збирци Лепенског вира у Народном музеју у Београду.
Поред измештеног локалитета, подигнут је Музеј Лепенског вира, који је у саставу Народног Музеја од 1978. године. На месту првобитне зграде, 2011. године је отворена нова, модерна грађевина, према пројектима архитеката Синише Темеринског и Марије Јовин.

## Поставка
Главни и централни експонат музеја јесте сам локалитет Лепенски вир. У главној поставци су и копије монументалних скулптура са места налаза.
Нова поставка обухвата 100 експоната из периода мезолита и неолита. У њој се налазе употребни предмети - оруђе и алатке, накит, жртвеници, неолитска керамика, али и укључује и реконструисане начине сахрањивања на Лепенском виру, као и холограмску реконструкцију кућа на овом простору.